# Black Album (Prince-Album)
Das Black Album (englisch für Schwarzes Album) ist das 16. Studioalbum des US-amerikanischen Musikers Prince, wobei er alle Songs arrangierte, komponierte und produzierte. Es erschien am 21. November 1994 bei dem Label Warner Bros. Records. Prince hatte das Album bereits in den Jahren 1986 und 1987 aufgenommen und Warner Bros. Records wollte es ursprünglich am 8. Dezember 1987 veröffentlichen. Allerdings zog er das Album eine Woche vor dem geplanten Veröffentlichungstermin ohne Angabe von Gründen zurück. Anschließend entwickelte es sich mit über 250.000 Exemplaren zu einem der meistverkauften Bootlegs der Musikgeschichte, bis es sieben Jahre später offiziell veröffentlicht wurde.
Als das Black Album im Jahr 1994 erschien, hatte Prince seinen Künstlernamen abgelegt und befand sich im Streit mit Warner Bros. Records, bei denen er weiterhin unter Vertrag stand. Weder er noch das Tonträgerunternehmen veranstalteten nennenswerte Musikpromotion für das Album. Es konnte international keinen Gold- oder Platinstatus erreichen. Die Musik zählt überwiegend zum Genre Funk, die Liedtexte handeln von Liebe, Sex und Wollust. Als Gäste wirken Sheila E. und Susannah Melvoin mit.

## Entstehung

### Ursprüngliche Planung
Die meisten Songs des mit dem Arbeitstitel The Funk Bible bezeichneten Black Album nahm Prince zwischen September 1986 und März 1987 auf. In seinem Heimstudio Galpin Blvd Home Studio in Chanhassen in Minnesota spielte er im September 1986 als ersten Song Superfunkycalifragisexy ein, den er im Januar 1987 im Tonstudio Washington Avenue Warehouse in Eden Prairie, ebenfalls in Minneapolis, überarbeitete. Am 28. Oktober 1986 nahm er im Tonstudio Sunset Sound in Los Angeles in Kalifornien Rockhard in a Funky Place auf. Drei weitere Songs des Albums, 2 Nigs United 4 West Compton, Bob George und Le Grind, nahm Prince vom 7. bis 10. Dezember 1986 ebenfalls im Sunset Sound für die Geburtstagsfeier von Schlagzeugerin Sheila E. auf, die am 12. Dezember 29 Jahre alt wurde. Gemäß Prince’ damaliger Toningenieurin Susan Rogers (* 1956) hatte er zunächst nicht vor, die Songs auf einem Album zu veröffentlichen. „Erst nach der Veröffentlichung von Sign "☮" the Times [30. März 1987] haben wir die Tracks in eine Reihenfolge gebracht und ein Album daraus gemacht“, sagte sie nach Prince’ Tod im Jahr 2016.
Die beiden Songs Cindy C. und Dead on It spielte Prince im März 1987 in seinem Heimstudio ein. Anfang Oktober 1987 nahm er mit When 2 R in Love den letzten Song für das Album in seinem damals neu eröffneten Paisley Park Studio in Chanhassen auf. Außerdem spielten Trompeter Atlanta Bliss (* 1952) und Saxophonist Eric Leeds (* 1952) ihre Parts für Le Grind und Cindy C. ein, zudem steuerten Boni Boyer (* 28. Juli 1958; † 4. Dezember 1996) und Sheila E. die Backing Vocals bei. Für Cindy C. integrierte Tänzerin Cat (* 24. Juli 1962; † 24. September 2024) einen Rap. Ferner nahm Prince eine „Party-Szene“ auf, die dem Song 2 Nigs United 4 West Compton vorangeht.
Im November 1987 tauchte im Terminplan der Neuerscheinungen von Warner Bros. Records eine LP Something (Etwas) des Künstlers „Somebody“ („Jemand“) auf; die mysteriöse Angabe wurde Prince zugeordnet. Als Prince das fertige Album ohne Titel, das dann unter der Bezeichnung Black Album bekannt wurde, dem Unternehmen vorstellte, wollte er zugleich Einfluss auf die Produktpolitik des Marketings nehmen: Er meinte, die Covergestaltung des Albums solle weder den Namen „Prince“ noch sonstige Hinweise enthalten; das Albumcover sollte, abgesehen von der Katalognummer, vorne und hinten ausschließlich schwarz sein. Die Verantwortlichen bei Warner waren von diesem Vorschlag wenig begeistert, dennoch wurden 500.000 Exemplare des Albums gepresst, um es am 8. Dezember 1987 zu veröffentlichen. Eine Woche vor dem geplanten Erscheinungstermin setzte sich Prince jedoch mit Mo Ostin, dem damaligen Vorstandsvorsitzenden von Warner Bros. Records, in Verbindung und bat ihn, die Veröffentlichung abzusagen. Ostin akzeptierte Prince’ Wunsch, ohne diesen zu hinterfragen. Marylou Badeaux, damals Vizepräsidentin bei Warner Bros. Records, bestätigte, dass Prince fest entschlossen und eindringlich darum gebeten habe. Offiziell hieß es seitens Warner Bros. Records, Prince habe die Veröffentlichung des Black Album untersagt.
Die 500.000 gepressten LPs mussten daraufhin eingestampft werden. Alan Leeds (* 1947), älterer Bruder von Saxophonist Eric Leeds und damaliger Tourmanager von Prince, berichtete: „Es war ein logistischer Albtraum. In den Ladedocks waren Alben verpackt, adressiert und versandbereit, sodass man in großer Panikstimmung einen Weg finden musste, den Lieferprozess zu stoppen, ohne eine hausinterne Diebstahlsituation zu schaffen, weil natürlich klar war, das wird sofort ein Sammlerstück werden“. Drei Tage nach Prince’ Tod im April 2016 sagte Mo Ostin in einem Interview, dass Prince für alle Kosten aufgekommen sei, die bei der Herstellung des Albums entstanden sind. „Und er hat uns tatsächlich von seinen Royaltys bezahlt“, fügte Ostin hinzu.
Mehrere Warner-Vorstandsleute erhielten Originalexemplare des Black Album und Prince selbst behielt Exemplare zurück, die er an Freunde verschenkte. Abgesehen davon existieren weltweit etwa 100 LPs und ungefähr zehn Original-CDs. Das Black Album wurde zu einem begehrten Bootleg, bis es im November 1994 offiziell von Warner Bros. Records veröffentlicht wurde.
Im Jahr 1987 gab Prince keine Begründung dafür an, warum er das Black Album zurückgezogen hatte. Erst im Tourbuch zu seiner Lovesexy-Tour im Jahr 1988 fand sich eine kryptische Andeutung über das Album; darin schrieb Prince, dass „Camille“, das als sein Alter Ego interpretiert wurde, seine negative Seite überspannt habe. 1990 erklärte Prince in einem Interview gegenüber dem US-Musikmagazin Rolling Stone, warum er das Black Album nicht hatte veröffentlichen wollen. Er sagte, er habe damals erkannt, dass man jeden Moment sterben könne und danach beurteilt werde, was man zuletzt zurückgelassen habe.

### Offizielle Ausgabe
In den Jahren nach der abgesagten ersten Veröffentlichung versuchte Warner Bros. Records, Prince zu überzeugen, das Black Album doch noch herauszubringen. Beispielsweise gab es im Jahr 1991 Überlegungen, das Black Album in Kombination mit einer Greatest-Hits-Zusammenstellung als Doppel-CD zu veröffentlichen. Man sah bei Warner eine gewisse Gefahr, dass Prince mit seiner Vielzahl an neuen Veröffentlichungen den Musikmarkt übersättigen könnte. Doch die Pläne wurden zunächst wieder verworfen. 1993 kam es zu Differenzen zwischen Prince und Warner Bros. Records. Prince legte daraufhin für sieben Jahre seinen Künstlernamen ab und wurde in den Massenmedien bis zum Jahr 2000 meist als „The Artist Formerly Known as Prince“ bezeichnet.
Am 21. November 1994 veröffentlichte Warner Bros. Records das Black Album. Gemäß Warner-Sprecher Bob Merlis hatte die Plattenfirma Prince’ Wunsch entsprochen und sich mit ihm vertraglich darauf geeinigt. Laut Prince’ damaliger Pressesprecherin Karen Lee war er jedoch dagegen. Er habe seine Zustimmung geben müssen, weil er vertraglich keine andere Wahl gehabt habe. Zudem habe Prince im Jahr 1994 eine andere Einstellung gehabt als im Jahr 1987, dem Aufnahmezeitraum des Black Album. Er sei damals sehr wütend gewesen und habe das Black Album niemals veröffentlichen wollen. Bob Merlis entgegnete, „alles was ich ihnen sagen kann, ist, dass er [Prince] am 25. Oktober [1994] einen Vertrag unterzeichnete, in dem er uns die Veröffentlichung bewilligte“.
Die Warner-Mitarbeiter in Burbank in Los Angeles County kleideten sich am Veröffentlichungstag des Black Album komplett in schwarz und schalteten das Licht für 15 Minuten als „Blackout“ aus. In einer nicht ganz ernst gemeinten Werbeanzeige für das Album machte Warner Bros. Records ein „Begnadigungsangebot“ für Leute, die das Black Album als Bootleg besaßen: Die ersten 1.000 Menschen, die ihre Bootleg-Exemplare an Warner zurückschickten, würden neue Ausgaben des Black Album erhalten. Dieses Angebot wurde jedoch kaum in Anspruch genommen und die Veröffentlichung des Black Album stieß generell auf geringes Medieninteresse.
Prince soll ein Honorar von ungefähr einer Million US-Dollar für die Veröffentlichung des Black Album erhalten haben – im Rahmen eines Dreiervertrags, der das Black Album, The Gold Experience und einen nicht näher definierten Soundtrack zu einem Kinofilm umfasste. Später annullierte er jedoch diesen Vertrag.

## Gestaltung des Covers
Wie bereits für die ursprüngliche Veröffentlichung am 8. Dezember 1987 geplant, erschien das Black Album am 21. November 1994 in einem einfarbig schwarzen Front- und Rückcover. Es wurde lediglich ein Aufkleber auf einer Seite des Covers mit der Katalognummer und der Aufschrift „Prince – The legendary Black Album – Limited Edition“ in orangefarbener Schrift angebracht. Weder die LP noch die CD enthalten ein Begleitheft und die Liedtexte sind nicht abgedruckt. Musiker und sonstige mitwirkende Personen werden nicht erwähnt.

## Musik und Liedtexte

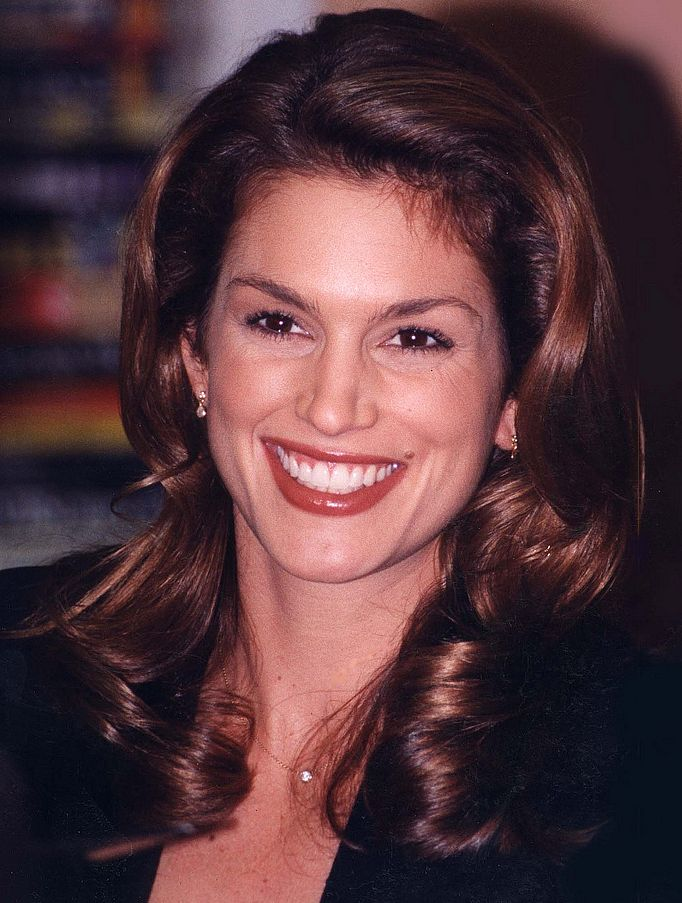
Cindy Crawford, 1995

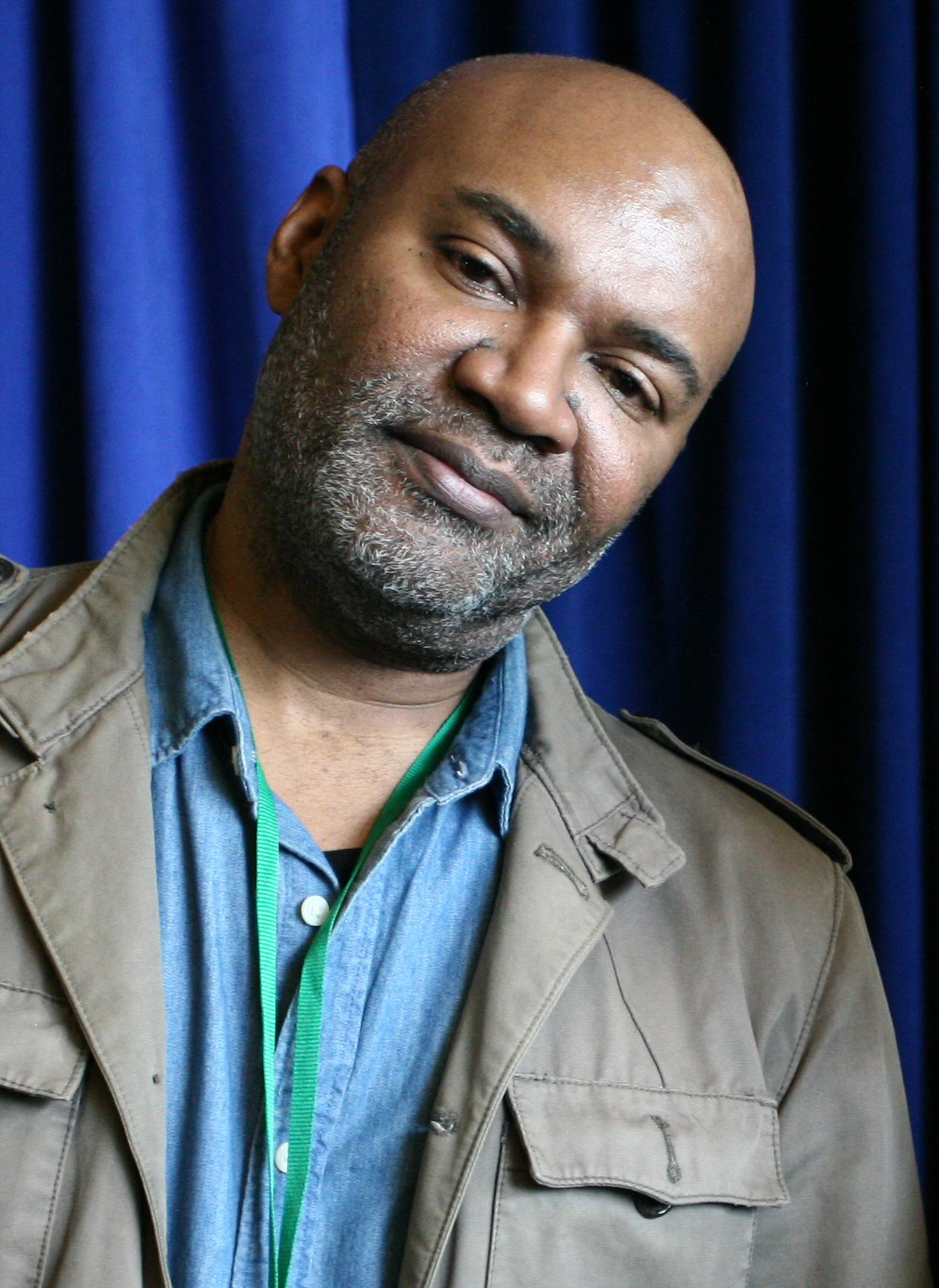
Kulturkritiker Nelson George, 2014

Die Musik ist vom Funk geprägt, Rap-Einflüsse sind ebenfalls vorhanden. Prince’ Stimme ist auf dem Album in verschiedenen Tonlagen zu hören: Im durch Pitch-Shifting etwas höheren und schnelleren Gesang in Rockhard in a Funky Place, dann mit verlangsamter Stimme in Le Grind, als tiefes Brummen in Bob George und im Falsettgesang in When 2 R in Love. Ferner sind zum Teil hektische Backing Vocals und zugerufene Instruktionen zu hören, die dem Album eine Party-Atmosphäre verleihen.
In den Liedtexten widmet sich Prince den Themen Sex und Wollust, aber auch Liebe und Spiritualität. Das Black Album war im Jahr 1987 eines der ersten Alben mit dem Warnhinweis „Parental Advisory – Explicit Lyrics“ („Hinweis für Eltern – eindeutige Liedtexte“) auf dem Frontcover. Wie Prince im Jahr 1990 gegenüber dem US-Musikmagazin Rolling Stone bemerkte, sei er sehr oft wütend gewesen, als er das Album aufnahm, was sich in der Musik des Albums widerspiegele.
1. Le Grind
Der Opener ist ein rhythmischer Up-tempo-Song mit einem Leitmotiv von Trompeten und Perkussion-Linien. Im Hintergrund wird eine Party-Atmosphäre durch gelegentliche Unterhaltungen, wiederholte Anweisungen – zum Beispiel „steck’s dahin, wo’s gut tut“ – und atemloses Keuchen erzeugt. Insgesamt ist Le Grind eine Jamsession auf einem einzigen Akkord. Nach etwa 30 Sekunden murmelt Prince im Hintergrund: „Komm tanz’ mit uns: Funk Bible – das Neue Testament“. Die Hauptaussage des Liedtextes ist der Wunsch nach persönlicher Befreiung, geäußert durch einen „neuen Tanz“, der „Le Grind“ genannt wird. Dabei kommen sich Mädchen und Jungen näher und brauchen „keine Angst zu haben“. Der Refrain lautet unter anderem „Rauf und runter, das ist gut, so wie es ein Pferdchen tut“.[21][23] Cindy Crawford, 1995
2. Cindy C.
Der schnelle Song besitzt einen stampfendem Beat, Trompeten- und Saxophon-Riffs sowie Perkussion-Fills. Der Track konzentriert sich hauptsächlich auf das gesangliche Zusammenspiel zwischen Prince, Sheila E. und Backgroundsängerin Boni Boyer. Tänzerin Cat steuert einen Rap bei, der auf dem Song Music is the Key (1985) von Steve Hurley basiert. Das Model Cindy Crawford inspirierte Prince zum Liedtext, der unter anderem von einem „erstklassigen Model, drüben in Paris, Frankreich“ handelt.[1] Die Titelfigur wird jedoch zuweilen in die Nähe einer Prostituierten gerückt; beispielsweise heißt es im Liedtext: „Cindy C., spiel’ mit mir, ich werde das übliche Honorar bezahlen“.[24]
3. Dead on It
Der Songtitel ist dem Namen des Albums Hustle!!! (Dead on It) von James Brown aus dem Jahr 1975 entliehen.[21] Dead on It ist ein Funk-Track zu Drumcomputer, Bassline und Rhythmusgitarre.[21] Im Liedtext macht sich Prince über Rap lustig; Toningenieurin Susan Rogers erinnerte sich: „Wir führten diese Diskussionen darüber, ob Rap brauchbar war oder nicht. Er [Prince] mochte Rap eigentlich nicht, aber er erkannte, dass er Rap in irgendeiner Form einbringen musste; obwohl er nicht wusste, wie. Er war der Meinung, echte Musik zu machen und konnte keine Künstler leiden, die nicht singen konnten oder es zwar versuchten, dabei aber keine Töne trafen. Aber es wurde immer deutlicher, dass Rap nicht bloß ein Strohfeuer, sondern eine neue Bewegung werden würde“.[25]
4. When 2 R in Love
Die einzige Ballade auf dem Black Album stammt aus dem Genre Popmusik. Der Song ist mit Cembalo-ähnlich klingendem Synthesizer, Bass-Synthesizer und einem Linn LM-1 Drumcomputer äußerst sparsam instrumentiert. Prince singt in etwa fünf verschiedenen Stimmlagen und wechselt manchmal innerhalb eines einzigen Verses von einem ins andere Register. Der Liedtext handelt von Liebe und Sex: „Nimm ein Bad mit mir / Lass uns in unseren Gefühlen ertrinken / Reiben wir uns mit Parfüm und Lotion ein“.[26][27][28] When 2 R in Love platzierte Prince im Jahr 1988 auch auf seinem Album Lovesexy.
5. Bob George Kulturkritiker Nelson George, 2014
Den Songtitel setzte Prince aus den Namen Bob Cavallo (* 1939) und Nelson George zusammen. Cavallo war einer seiner damaligen Manager und George war 1987 Musikkritiker des bedeutenden Fach- und Branchenblattes Billboard. Susan Rogers erzählte später: „Prince spürte, dass Nelson George ihm ganz plötzlich sehr kritisch gegenüberstand. […] Bob Cavallo hatte ihn [Prince], aus welchen Gründen auch immer, ebenfalls abgehakt, aber der Song entstand keineswegs aus einer finsteren oder bösen Stimmung heraus. Wir mussten so viel lachen, als wir das Lied aufnahmen. Es war nichts weiter als männliche Aggression“.[1] Bob George ist ein unkonventioneller, mit schlichtem Arrangement Computer-Handclaps und -Bassdrum gespielter 12-taktiger Blues. Eine Gitarre setzt im Verlauf des Songs ein, begleitet von Synthesizer-Akkorden. Der Liedtext wird von Prince ausschließlich gesprochen:[21] Er nimmt die Rolle eines Frauenfeindes mit antisozialer Persönlichkeitsstörung ein, der mit seiner Freundin in einen Streit gerät – die Antworten der Freundin sind im gesamten Song jedoch nicht zu hören. Prince beweist Selbstironie, indem der von ihm gespielte Mann im Verlauf des Streits seine Freundin fragt: „Von wem hast Du diesen Diamantring? Von Bob? Ist das nicht dieses reiche Arschloch? Womit verdient er sein Geld? Er managt Rockstars? Wen? Prince? Ist das nicht diese Hure mit der hohen Stimme?“ Ursprünglich nahm Prince den Song in seiner normalen Stimmlage auf, jedoch erhielt seine Stimme durch Pitch-Shifting eine sehr tiefe Tonlage.[1][29] Bob Cavallo sagte über den Song folgendes: „Ich kann das nicht verstehen. Warum sagen die Leute, es sei eine Anspielung auf mich? Ich bin sicher nicht mit irgendwelchen Nutten herumgelaufen oder habe Pelze für Frauen gekauft oder was auch immer er [Prince] damit andeuten wollte“.[30]
6. Superfunkycalifragisexy
Bei dem ungewöhnlichen Songtitel ließ sich Prince von dem Stück Supercalifragilisticexpialidocious aus dem 1964 erschienenen Film Mary Poppins inspirieren.[31] Superfunkycalifragisexy ist eine schnelle Funk-Nummer, instrumentiert mit Gitarre, Drumcomputer und einer ostinaten Bassline.[21] Der Liedtext handelt von Fesselspielen und Masturbation. Zudem singt Prince von „Eichhörnchenfleisch“ („squirrel meat“), das als Ambrosia für ein Aphrodisiakum dient. Wenn jedoch von diesem Aphrodisiakum zu viel getrunken werde, würde „deine Haut berührungsempfindlich – die erste Person, die dich anfasst, willst du ficken“.[5][31]
7. 2 Nigs United 4 West Compton
Über die Namensgebung des Songtitels sagte Sheila E., Prince habe sie angerufen und „Ich habe keinen Titel für einen Song“ gesagt, worauf sie „2 Nigs United 4 West Compton“ vorschlug, was er mit „Okay, das klingt gut“ kommentierte. Zu Beginn sagt Cat unter anderem „Serve it up, Frankie!“, womit der US-DJ Frankie Knuckles gemeint ist, den Prince aus dem Warehouse in Chicago in Illinois kannte. Das Stück ist eine siebenminütige Jamsession, bei der sowohl Sheila E. als auch Prince live am Schlagzeug saßen. Alle weiteren Instrumente spielte Prince selbst ein. West Compton ist eine Stadt außerhalb von Los Angeles, in der vorwiegend Afroamerikaner leben.[21][32][33]
8. Rockhard in a Funky Place
Ursprünglich platzierte Prince den Song auf seinem Album Camille, das er im Januar 1987 veröffentlichen wollte, letztendlich aber zurückzog.[1] Das Stück besitzt einen funky Groove mit Synthesizer-, Trompeten- und Saxophon-Phrasen.[21] Bei dem Song veränderte Prince ein weiteres Mal mit technischen Hilfsmitteln seine Stimme und kreierte damit ein Alter Ego namens „Camille“. Im erneut anzüglichen Liedtext befindet sich der Protagonist des Songs in einem „Haus des schlechten Rufes“ und versucht, mit all seinen Ängsten umzugehen. Ganz gleich, ob er eine Frau zum Lieben sucht, oder gar die Liebe Gottes – er ist viel zu früh wieder im Haus und lehnt seinen Kopf zurück, um sich wieder zu entspannen, was wie eine Anspielung auf Masturbation wirkt, als ob er seine Suche nach etwas Sinnvollerem für ein schnelles Selbstvergnügen aufgibt. Im Song sagt Prince Sätze wie „Du konntest dich nicht konzentrieren, als dein Schwanz sie sah“ und „Ich hasse es, eine Erektion zu verschwenden“. Im Hintergrund singt Susannah Melvoin, die Zwillingsschwester der The-Revolution-Gitarristin Wendy Melvoin.[3][34]

## Titelliste und Veröffentlichungen
| 1                            | Le Grind                     | 6:44 |
| 2                            | Cindy C.                     | 6:15 |
| 3                            | Dead on It                   | 4:37 |
| 4                            | When 2 R in Love             | 3:59 |
| 5                            | Bob George                   | 5:36 |
| 6                            | Superfunkycalifragisexy      | 5:55 |
| 7                            | 2 Nigs United 4 West Compton | 7:01 |
| 8                            | Rockhard in a Funky Place    | 4:31 |
| Spieldauer: 44:43 min.       |                              |      |
| Autor aller Songs ist Prince |                              |      |

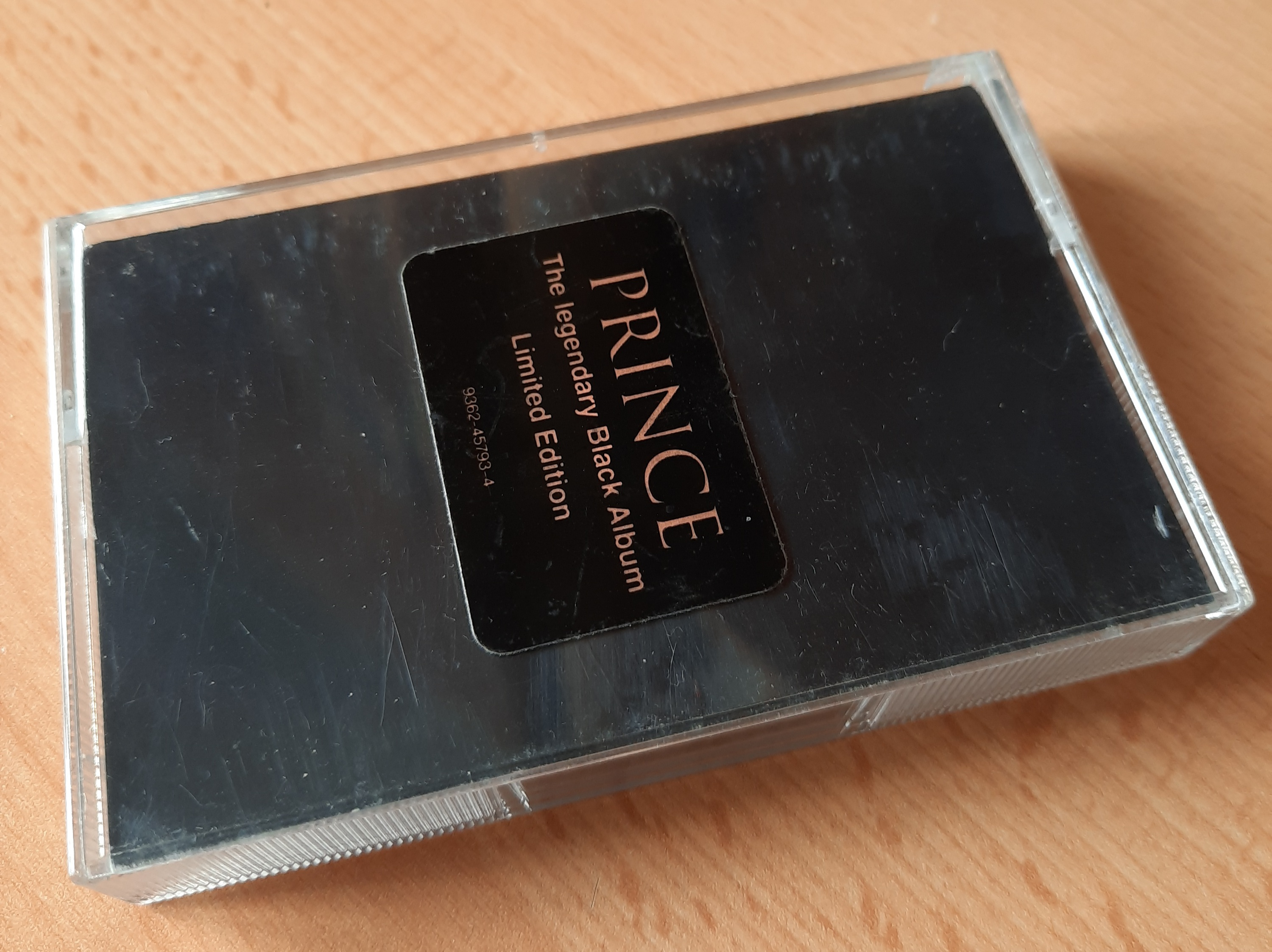
Black Album, 1994

Das Black Album wurde am 21. November 1994 in Deutschland und in Großbritannien veröffentlicht, einen Tag später auch in den USA. Es erschien auf CD, LP und MC, später auch als Download. Singles wurden nicht ausgekoppelt.

### Musikvideos
Das Musikvideo zu Alphabet St. vom April 1988 aus dem Album Lovesexy enthält nach etwa 26 Sekunden folgende versteckte Nachricht: „Don’t Buy the Black Album, I’m Sorry“ („Kauft das Black Album nicht, tut mir Leid“). Im Anschluss an die gesungene Textzeile „she’ll want me from my head to my feet“ macht Prince einen kleinen Schritt nach vorne und scheint anschließend inmitten des Bildschirms zu verschwinden. Aus der gleichen Stelle taucht danach die Nachricht für ungefähr eine halbe Sekunde auf und verläuft in dunkler Schrift senkrecht über den Bildschirm.
Da sich Prince seit dem Jahr 1993 in einem Streit mit Warner Bros. Records befand, wollte er keine Musikvideos zum Black Album herausbringen. Deswegen produzierte Warner ohne seinen Einfluss anlässlich der Veröffentlichung des Black Album im Herbst 1994 ein Musikvideo zu When 2 R in Love. Das Video zeigt lediglich einen schwarzen Bildschirm, auf dem am unteren Bildschirmrand in weißer Schrift der von Prince gesungene Liedtext eingeblendet wird, wobei dieser aber zum Teil grafisch fehlerhaft wiedergegeben ist; beispielsweise wird die Textzeile „Their stomachs will pound every time the other comes near“ als „Their stomachs will pound every time they R up close now“ dargestellt. Das Karaoke-ähnliche Video gestaltete ein Regisseur namens Davis May.

### Coverversionen
Im Frühjahr 1989 engagierte die Frankfurter Schallplattenfirma TnT Enterprises einige Studiomusiker, die das komplette damals noch unveröffentlichte Black Album nachspielten und auf LP aufnahmen. Das Resultat erhielt die Auszeichnung „Platte der Woche“ bei Radio Luxemburg.
Den Song When 2 R in Love coverten 1991 die japanische Singer-Songwriterin Epo, 1994 Bob Belden und im Jahr 2010 Johntá Austin. Rockhard in a Funky Place wurde mehrfach neu interpretiert; 1996 veröffentlichte der Jazzmusiker T. J. Kirk eine Liveversion eines Medleys aus dem James-Brown-Song Get on the Good Foot (1972) und aus Rockhard in a Funky Place. Auch Jim McMillen, ebenfalls Jazzmusiker, nahm im Jahr 2001 eine neue Version auf. Die beiden norwegischen Musiker Gunnar Andreas Berg und Erlend Smalås veröffentlichten 2008 eine gemeinsame Version des Songs.

## Mitwirkende

### Musiker
Alle Songs wurden von Prince arrangiert, komponiert, produziert und vorgetragen. Zudem spielte er alle Musikinstrumente selbst ein, wobei folgende Personen die Aufnahmen ergänzten:
- Atlanta Bliss – Trompete in Cindy C., Le Grind, Rockhard in a Funky Place
- Boni Boyer – Backing Vocals in Cindy C., Le Grind
- Cat – Backing Vocals in Cindy C., Le Grind; Sprechgesang in 2 Nigs United 4 West Compton
- Eric Leeds – Saxophon in Cindy C., Le Grind, Rockhard in a Funky Place
- Sheila E. – Backing Vocals in Cindy C., Dead on It, Le Grind; Schlagzeug in 2 Nigs United 4 West Compton
- Susannah Melvoin – Backing Vocals in Le Grind, Rockhard in a Funky Place
- unbekannte Stimmen in 2 Nigs United 4 West Compton

### Technisches Personal
Für das Black Album hatte Prince keine Credits angegeben.

## Rezensionen

### Bootleg von 1987

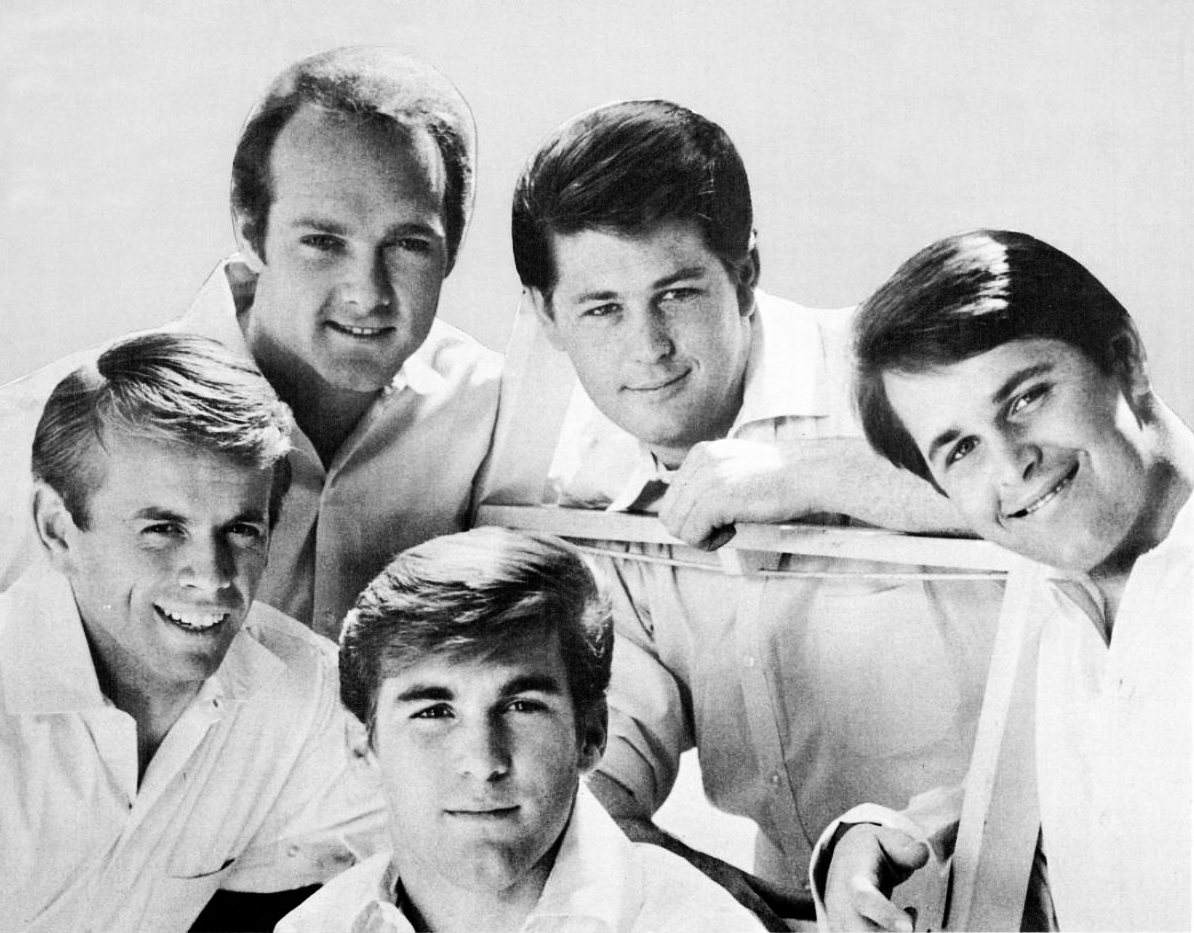
The Beach Boys, 1965

Nachdem das Black Album im Jahr 1987 zurückgezogen worden war, entwickelte es sich zu einem der meistverkauften Bootlegs der Musikgeschichte. Laut dem US-Magazin Musicians wurden mehr als 250.000 illegale Exemplare des Albums in Vinyl- oder CD-Form verkauft, Kompaktkassetten nicht mitgezählt. Damit erreichte das Bootleg ähnliche Verkaufszahlen wie das zunächst unveröffentlichte Album Smile von The Beach Boys aus dem Jahr 1967. Laut dem Musikmagazin Musikexpress – damals unter dem Namen ME/Sounds bekannt – wurde das Black Album für bis zu 200 US-Dollar gehandelt. Ein britischer Musikliebhaber habe laut dem britischen Magazin The Face 12.000 Pfund (damals ungefähr 40.000 D-Mark) für ein Album bezahlt, das bereits mit der Katalognummer „WX 147“ versehen gewesen sei. Die Verantwortlichen von WEA Records dementierten, dass dieses Exemplar aus deutscher Pressung stamme. „In Alsdorf wurden 70.000 Exemplare eingestampft. Es ist Quatsch, dass von dort aus Kopien nach draußen gekommen sind oder sogar verkauft wurden“, lautete eine Stellungnahme des Tonträgerunternehmens. In dem Buch Music Master Price Guide wurde der Wert der Originalpressungen auf 1.500 US-Dollar geschätzt, jedoch hinzugefügt, dass sie „so selten auf dem Markt erscheinen, dass ihr Wert spekulativ sein muss“. Im Jahr 1989 konnte man Schwarzkopien des Black Album auf Flohmärkten für etwa 20 D-Mark erwerben.
Im Jahr 1987 wurden in Deutschland Einstweilige Verfügungen unter anderem gegen die Musikzeitschrift Network Press und gegen die Landesrundfunkanstalt NDR erwirkt. Network Press hatte das zurückgezogene Black Album vorgestellt und der NDR hatte Songs des Albums im Radio-Nachtprogramm gespielt. WEA Records veröffentlichte damals eine Pressemitteilung „Schwarz Hören & Sehen kommt teuer zu stehen!“ und verlangten vom NDR eine Unterlassungserklärung unter Androhung von einer Schadenersatzklage in sechsstelliger D-Mark-Höhe. Das Nachrichtenmagazin Der Spiegel schrieb über die Nichtveröffentlichung des Albums: „Als Meister des Medienflirts hat er [Prince] damit die Erwartungen der Fangemeinde auf einen lukrativen Siedepunkt getrieben“.
Alan Leeds, damals Tourmanager von Prince, war davon überzeugt, dass das Black Album zum damaligen Zeitpunkt als wichtige Platte angesehen worden wäre: „Es wäre ein Meilenstein in seiner Karriere geworden, ein Wendepunkt zum Guten oder Schlechten, und das zu einer Zeit, als er so etwas dringend brauchte. Es hätte einen größeren Eindruck hinterlassen als Parade, Sign “☮” the Times oder Lovesexy. Das heißt nicht, dass es sich besser verkauft hätte, aber den Leuten, die sich die Platte tatsächlich zulegten, hätte sie weitaus mehr bedeutet“- Die Leser des US-Musikmagazins Rolling Stone wählten das Black Album zu einem der besten Alben des Jahres, obwohl es unveröffentlicht war. Die Lifestyle-Zeitschrift Tempo beschrieb den musikalischen Stil des Albums mit „[ein] einziger, gewaltiger Mega-Mix für Diskotheken“.

### Veröffentlichung 1994
Als das Black Album im November 1994 offiziell veröffentlicht wurde, fielen die Kritiken unterschiedlich aus. Im Zuge von Musikrichtungen wie Death Metal, Gangsta-Rap und Hardcore Punk wirkte es nicht mehr so ungewöhnlich wie noch im Jahr 1987; sieben Jahre später wirkten die Liedtexte weniger provokativ. Das US-Nachrichtenmagazin Time meinte, dass die Hörer im Jahr 1987 „[…] vermutlich nicht gewusst hätten, was sie mit der herben Einstellung des Albums anfangen sollen, heute klingt es fast normal“. Die Zeit des Black Album sei deutlich vorbei, lautete eine weitere Meinung. Die Detroit Free Press resümierte, das Black Album sei „kaum mehr als ein interessantes Stück Zeitgeschichte“. Die Website AOTY (Album of the Year) errechnete eine Durchschnittsbewertung von 78 %, basierend auf sechs Rezensionen englischsprachiger Medien.
Das US-Musikmagazin Rolling Stone zeigte sich begeistert und gab dreieinhalb von vier Sternen und bezeichnete den Musikstil des Black Album als „großartigen, echten Funk“.
Stephen Thomas Erlewine von AllMusic gab vier von fünf Sternen. Zwar war er von Dead on It und der „unscheinbaren Ballade“ When 2 R in Love nicht beeindruckt, aber die restlichen sechs Songs seien „brillanter, purer Funk, vom unerbittlichen Le Grind, einem wahnsinnig lüsternen Plädoyer an Supermodel Cindy Crawford, über den hyperintensiven James Brown-Workout 2 Nigs United 4 West Compton bis hin zu Bob George“. Letztendlich sei das Black Album „eine großartige kleine Platte, die auch dann noch begeistert, wenn ihre Mystik bereits verblasst“ sei, zog Erlewine als Fazit.
Simon Price von The Guardian bewertete 37 Prince-Alben und setzte das Black Album auf Platz 11. Er verteilte ebenfalls vier von fünf Sternen und meinte, es sei „eine harte, schwere Funk-Scheibe, deren Mystik vielleicht ihre Qualität“ übertreffe, aber „wenn sie zündet, zündet sie wirklich“.
Sassan Niasseri von der deutschen Ausgabe des Rolling Stone zeigte sich enttäuscht und verteilte zweieinhalb von fünf Sternen. Über den Opener Le Grind schrieb er: „Dass das Stück auseinanderbricht, ist symptomatisch für die ganze Platte, vieles versandet in Effekten, Gewimmel, in einer großen Feier, die der Hörer nur von außen mitbekommt, oder dessen Codewörter er nicht“ verstehe. Der im Song Cindy C. vorgetragene Rap klinge „wie vom Blatt abgelesen“ und der Liedtext von Dead on It sei „albern, nicht lustig, dazu unprofessionell“. Als Fazit zog Niasseri: „Party-Kauderwelsch, der auch hätte unveröffentlicht bleiben können“.
Die beiden Musikkritiker David Wilson und John Alroy waren ebenfalls enttäuscht und gaben auch zweieinhalb von fünf Sternen. Zwar sei es ein Funk-Album „ohne viel Schnickschnack“, das „Spaß macht“. Aber man höre „hauptsächlich Party-Songs, schnell aufgenommen, eher charakteristisch für ein The Time-Album als für die Intelligenz und emotionale Bandbreite, die man normalerweise auf einer Prince-Platte“ finde.
Der britische Schriftsteller Hanif Kureishi thematisiert das Album in seinem Roman The Black Album aus dem Jahr 1995, der 2009 auch als Theaterstück inszeniert wurde.

### Postum (seit 2016)
Nach Prince’ Tod im April 2016 wurde bei einer Auktion am 15. Februar 2018 in Boston in Massachusetts eine original versiegelte Schallplatte vom Black Album für 42.298 US-Dollar (damals ungefähr 37.500 Euro) ersteigert, und im August 2018 verkaufte die Online-Datenbank Discogs eine Original Promo-LP für 27.500 US-Dollar (damals ungefähr 23.700 Euro), was bis Dezember 2020 der teuerste Tonträger in der Geschichte von Discogs war. Das Black Album wurde dann von der Promo-Single Choose Your Weapon (2008) eines britischen Elektronikproduzenten namens Scaramanga Silk abgelöst; ein anonymer Käufer erwarb die Promo-Single für 41.000 US-Dollar (damals ungefähr 33.600 Euro).

## Kommerzieller Erfolg

### Chartplatzierungen
| ChartsChartplatzierungen       | Höchstplatzierung | Wochen |
| ------------------------------ | ----------------- | ------ |
| Deutschland (GfK)              | 49 (9 Wo.)        | 9      |
| Österreich (Ö3)                | 7 (8 Wo.)         | 8      |
| Schweiz (IFPI)                 | 8 (11 Wo.)        | 11     |
| Vereinigtes Königreich (OCC)   | 36 (5 Wo.)        | 5      |
| Vereinigte Staaten (Billboard) | 47 (11 Wo.)       | 11     |

### Musikverkäufe
Seit 1994 wurde das Black Album weltweit ungefähr 820.000 Mal verkauft, davon wurden in etwa 295.000 Exemplare in den USA abgesetzt. Auszeichnungen für Gold- oder Platinstatus sind nicht bekannt.